# Myrmånspindel
Myrmånspindel (Scotina palliardii) är en spindelart som först beskrevs av Ludwig Carl Christian Koch 1881.  Myrmånspindel ingår i släktet Scotina och familjen månspindlar. Arten är reproducerande i Sverige. Inga underarter finns listade i Catalogue of Life.